# Rejon nowosielicki (Ukraina)
Rejon nowosielicki – jednostka administracyjna w składzie obwodu czerniowieckiego Ukrainy.
Utworzony w 1940. Ma powierzchnię 734 km². Siedzibą władz rejonu jest Nowosielica.
Na terenie rejonu znajduje się 1 miejska rada i 30 rad wiejskich, obejmujących w sumie 42 miejscowości.

## Spis miejscowości
- Bałkiwci (Балківці)
- Berestia (Берестя)
- Bojany (Бояни)
- Bojaniwka (Боянівка)
- Buda (Буда)
- Czerłeniwka (Черленівка)
- Czorniwka (Чорнівка)
- Dowżok (Довжок)
- Dranycia (Драниця)
- Dumeny (Думени)
- Dyniwci (Динівці)
- Forosna (Форосна)
- Haj (Гай)
- Kostyczany (Костичани)
- Koszulany (Кошуляни)
- Kotełewe (Котелеве)
- Mahała (Магала)
- Małyniwka (Малинівка)
- Mamałyha (Мамалига)
- Marszynci (Маршинці)
- Nehrynci (Негринці)
- Neswoja (Несвоя)
- Nowoiwankiwci (Новоіванківці)
- Nowosielica (Новоселиця)
- Ostrycia (Остриця)
- Podwirne (Подвірне)
- Prut (Прут)
- Prypruttia (Припруття)
- Rewkiwci (Ревківці)
- Ridkiwci (Рідківці)
- Rokytne (Рокитне)
- Rynhacz (Рингач)
- Słoboda (Слобода)
- Stalniwci (Стальнівці)
- Strojinci (Строїнці)
- Szczerbynci (Щербинці)
- Szyszkiwci (Шишківці)
- Taraswici (Тарасівці)
- Toporiwci[2] (Топорівці)
- Wanczykiwci (Ванчиківці)
- Wanczyneć (Ванчинець)
- Zełenyj Haj (Зелений Гай)
- Żyliwka (Жилівка)